# Wawoi
Der Wawoi ist ein Fluss im Süden von Papua-Neuguinea. Er entspringt am Mount Bosavi in der Southern Highlands Province und verläuft größtenteils in der Western Province. Der Wawoi fließt in den Bamu, etwa 50 km bevor dieser in den Golf von Papua mündet.